# Гарольд Э. Холт (станция связи ВМС)
«Гарольд Э. Холт» (англ. Naval Communication Station Harold E. Holt) — станция связи австралийских ВМС. Расположена на северо-западном побережье Австралии на полуострове Норт-Уэст-Кейп, штат Западная Австралия.
Станция обеспечивает радиосвязь на сверхдлинных радиоволнах с надводными кораблями и подводными лодками ВМС Австралии и ВМС США в западной части Тихого океана и восточной части Индийского океана.
Станция состоит из 13 высоких радиовышек. Самая высокая — «Нулевая Башня» (англ. Tower Zero) высотой 387 метров. Ещё шесть вышек имеют высоту 304 метра, оставшиеся шесть — 364 метра.

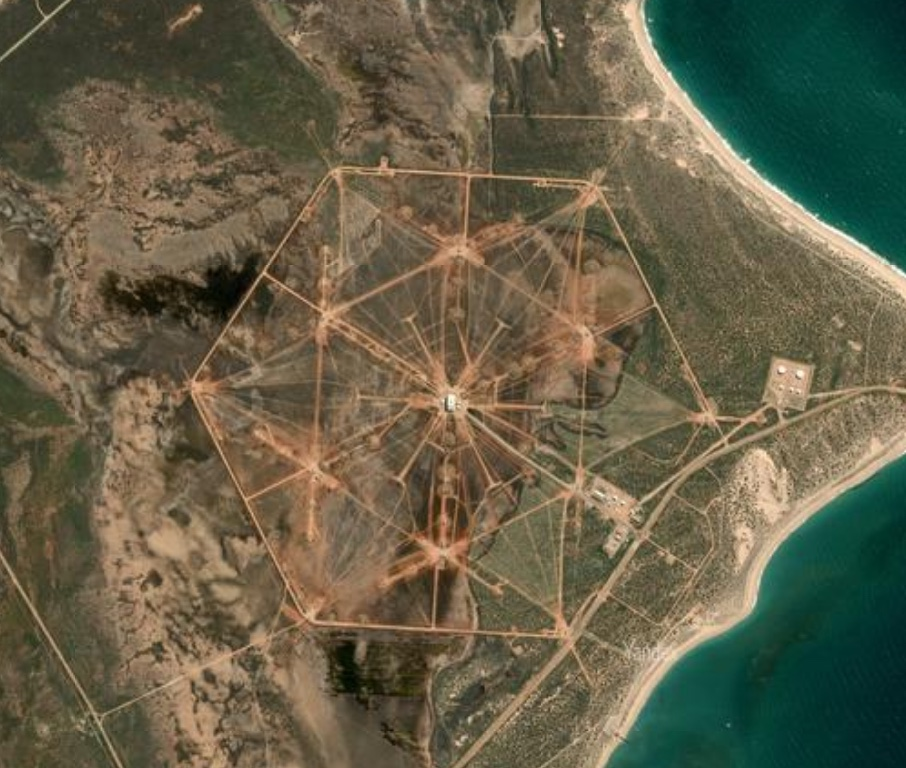
Спутниковое изображение